# Raymond Chelet
Raymond Charles Fernand Chelet, né à Saint-Lô le 14 février 1905 et mort au Mans le 12 novembre 2001, est un graveur et lithographe français.

## Biographie
Élève d'Albert Philibert et de Guillaume Desgranges, il obtient une mention honorable au Salon des artistes français de 1927 et y expose en 1929 la lithographie Lectures. En 1931, il y remporte une médaille de bronze et en 1939 une médaille d'argent. 
En 1935, il devient directeur de l’école des beaux-arts du Mans et conçoit et réalise le fanion de Rotary Club de la ville. Il a illustré l'ouvrage de Jacques Fuster, De la Hague au Mont Saint-Michel.
On lui doit en 1933 un Manuel de lithographie.